# Couvent des Frères Prêcheurs (Perpignan)
Le couvent des Frères Prêcheurs est un couvent fondé au XIIIe siècle et situé à Perpignan, dans le département des Pyrénées-Orientales. 

## Situation
Le couvent des Frères Prêcheurs est situé dans la rue François Rabelais, en bordure du quartier Saint-Jacques à Perpignan. L'ensemble du site comprend notamment le couvent des Frères Prêcheurs, l'église Saint-Dominique, la chapelle Saint-Georges et la chapelle du Tiers-Ordre ou de Notre-Dame.

## Histoire
Fondé vers 1245, le couvent est reconstruit au XIVe siècle. C’est sous la volonté du roi d’Aragon Jacques 1er le Conquérant que débute en 1245 la construction du couvent sur un terrain occupé par une léproserie et offert par le roi au prieur dominicains Pons de Lesparre.
Le couvent des dominicains de Perpignan  est  connu surtout pour sa chapelle Saint-Dominique.
Malgré sa situation géographique, le couvent des frères prêcheurs à Perpignan était rattaché géographiquement à la province de Provence jusqu’au XVe siècle, puisqu’en 1243, Jaume Ier comte de Barcelone, Roi d’Aragon, fit de ce monastère une nécropole aux princes de Majorque et aux nobles, il a aussi introduit la relique de saint Jean Baptiste, ce qui explique le style architectural et la grandeur générale de l’édifice, très bien conservé de nos jours. Ce monument devient alors une œuvre majeure où l’on peut voir un modèle de construction dans les XIIIe et XIVe siècles.
Dès 1290, soixante religieux l'occupent sous le règne des rois de Majorque. Ce petit royaume est régulièrement en conflit avec le royaume d'Aragon. Pendant le XVIe siècle, lors d’une guerre entre les deux royaumes  va s'établir un rapport de force qui sera en faveur du royaume d’Aragon, et le traité qui sera signé entre les deux royaumes sera justement effectué dans la chapelle Saint-Dominique .Dans ce traité Jacques II de Majorque reconnaît à Pierre III d'Aragon la suzeraineté de son royaume sur celui de Majorque.
En 1324 un pèlerin de Saint-Jacques de Compostelle apporta une relique ; il s’agit du bras gauche  de saint Jean-Baptiste. Pendant le XIVe siècle le couvent des dominicains était un couvent prospère. C’est une époque qui va être marquée et caractérisée par Pierre Fabre, un bourgeois de Perpignan, en 1383. Saint Vincent Ferrier viendra séjourner au couvent à plusieurs reprises entre les années 1408 à 1415, ceci dans le cadre du concile de la Réal qui mit fin au grand schisme d'Occident.
Les frères Dominicains commencent à habiter ce couvent vers 1358, par la suite, en 1448 il est édifié et en 1793 les dominicains sont chassés et le bâtiment est donc laissé pendant plus d’un siècle à l’abandon.
L'ensemble des bâtiments passe au Domaine National en application de la loi du 23 messidor an II et est confié à l'armée. L'armée occupe les lieux jusqu'à la fin du XXe siècle. La mairie de Perpignan récupère alors les locaux.
Au début du XXIe siècle,  une partie du cloître du couvent est toujours occupé par les militaires de la caserne Gallieni. Puis le reste des bâtiments appartiennent désormais  à la ville de Perpignan dans le cadre de l’organisation d’expositions comme il est le cas avec le festival « Visa pour l'image ».
Le couvent et tous ses bâtiments annexes (dont l'église et les chapelles) sont classés aux Monuments historiques le 17 mai 1977.

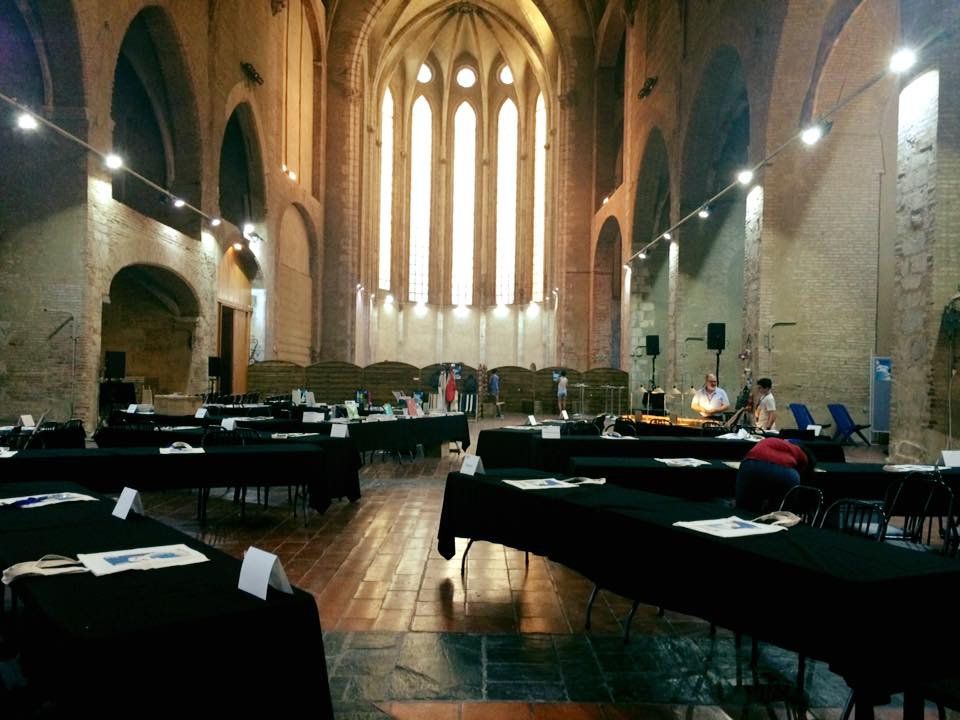
L'intérieur de l'église
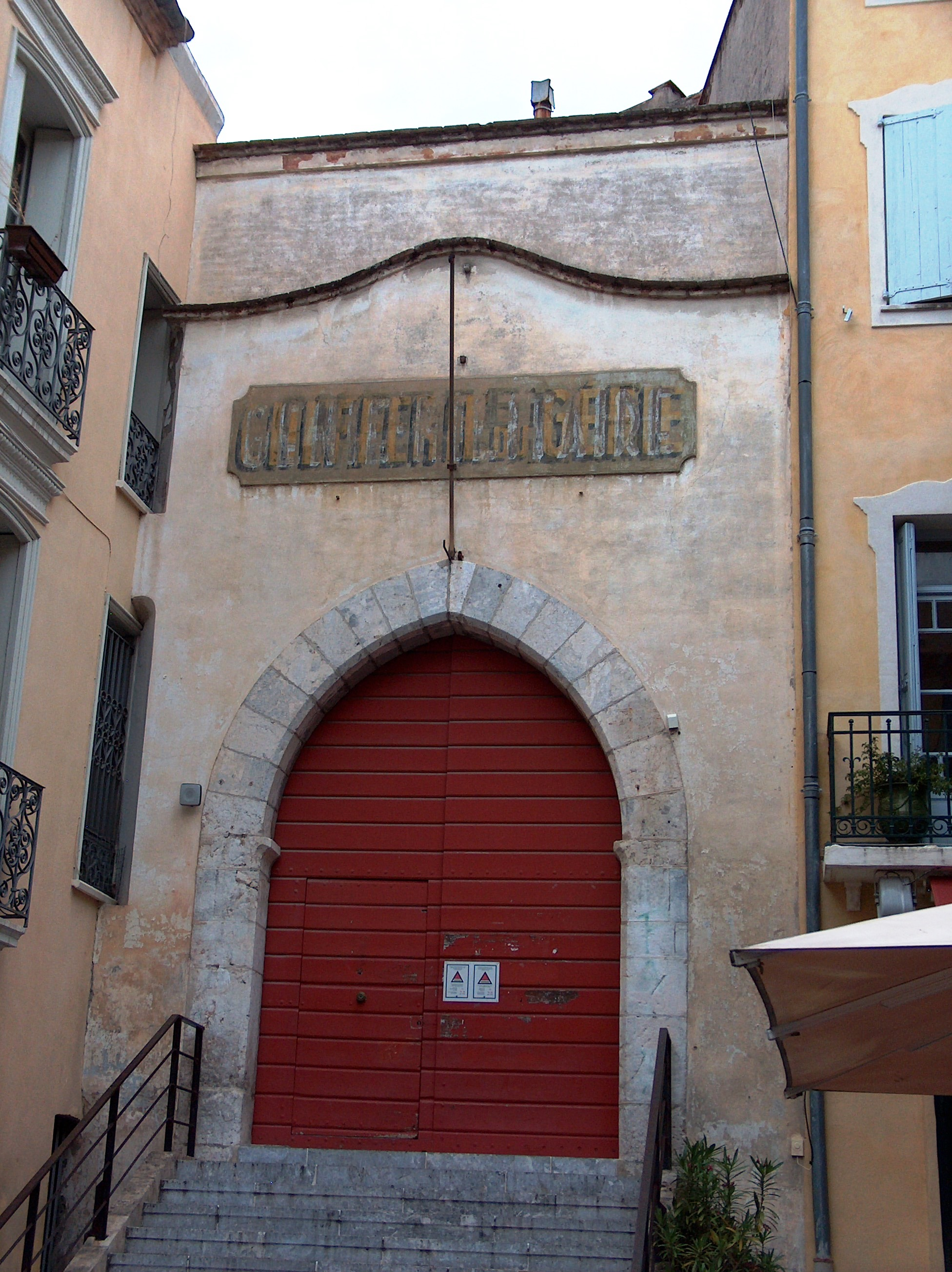
Entrée primitive du couvent
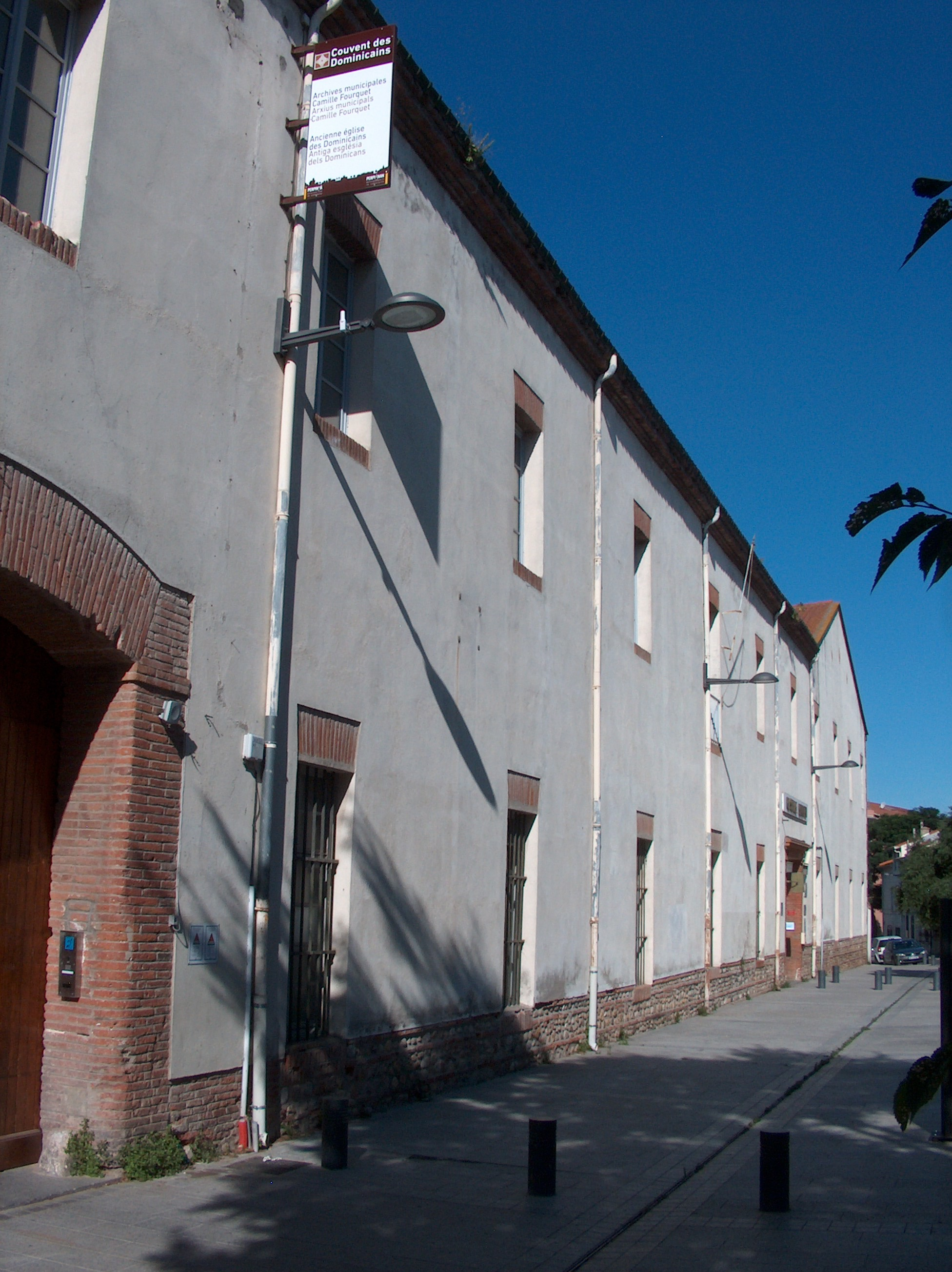
Couvent des Frères Prêcheurs, entrée rue Rabelais

## Architecture
L’architecture date principalement des XIIIe et XIVe siècles mais a aussi subi des rajouts des XVe , XVIe siècleets. L’ensemble du couvent est composé de plusieurs éléments dont les premières fondations remontent au XIIIe siècle. Il était avant d’être une maison religieuse, un hôpital de lépreux. L’église, le cloître ainsi que la grande salle capitulaire seront les premiers érigés.
La façade présente 5 absides et absidioles groupées de chaque côté. L’église dédiée à Notre-Dame, dont la construction fut terminée en 1245. L’entrée est composée d’un portail monumental qui lui date du XVIIIe siècle. L’édifice est architecturalement caractéristique du gothique méridional. À l’intérieur, une nef unique est flanquée de chapelles latérales privées (entre ses contreforts) et d’un chevet plat. La nef attire particulièrement l’attention ; en effet ses culs-de-lampe finement ciselés sont particulièrement bien maîtrisés et elle est couverte de charpente sur arcs diaphragmes maçonnés. De 1300 à 1330 cette église a subi de nombreux travaux. C’est grâce à eux si elle est aujourd’hui rehaussée et élargie, ou sculptée sur les parties hautes ; tout cela pour se plier au style gothique de l’époque.
Au XIIIe siècle un cloître-cimetière a été aménagé au sud-ouest du couvent et puis détruit dans les siècles suivants. C’est à la date de ces premiers travaux de l’église, qu’émergea le cloître funéraire. Malheureusement, il fut détruit alors que la chapelle du Tiers-Ordre fut construite par les frères dominicains mineurs, en 1774.
De plus, la salle capitulaire, adossée à la chapelle Saint-Georges et construite au XIVe siècle, une sorte de salle commune où se réunissent les religieux/religieuses, possède un plan carré en partie basse et octogonale pour la partie haute, toutes deux reliées par quatre trompes, par ailleurs le procédé catalan la couvre de pignons et de voûtains. Également dite la maison « du Miracle » de Saint-Dominique. Une tradition nous apprend qu’ici s’évoque l’épisode durant lequel le parchemin de saint Dominique fut jeté aux flammes, mais à trois reprises s’envola pour atteindre finalement une poutre (d’ailleurs conservée dans l’église). Cette tradition est un argument destiné aux hérétiques, leur montrant de quel côté se range la protection divine. Cette salle fut transformée en 1346 par une chapelle. 
Au XVIe siècle, le cloître a été modifié afin d’être voûté sur des croisées d’ogives en briques sur des culots de marbre, datant du XIVe siècle, une galerie a également été créée, composée d’arcature et des piliers cylindriques, eux-mêmes composés de chapiteaux en brique. Il ne reflète en conséquence pas son état originel. Il fut construit selon le goût de l’époque : le gothique. Il ne subsiste à ce jour que l’aile ouest en brique rose. Aux XIIIe et XIVe siècles, les galeries Nord et Sud du cloître ont été changées, construites sur des piliers carrés en briques, elles possèdent des chapiteaux basiques, primitifs. La galerie orientale du cloître est la seule accessible au public actuellement. Cette dernière possédait un somptueux portail sculpté flanqué de fenêtres basses construites en marbre blanc de Céret, un village des Pyrénées-Orientales non loin de Perpignan.
À la même période, un réfectoire a été placé au rez-de-chaussée de l’aile occidentale, et puis, un dortoir a été mis au 1er étage de la même aile, celui-ci couvert par une charpente posée sur huit arcs diaphragmes, c’est-à-dire, des murs de soutènement entre les travées.
Autrefois, la chapelle Notre-Dame était le siège de Saint-Dominique,on peut donc la mettre en parallèle avec cette église, elle comporte une nef unique couverte en berceau, contenant des chapelles de chaque côtés latéraux, surmontées elles-mêmes de galeries en anse de panier. L’édifice comporte un ordre principal : l’ionique. L’abside en cul-de-four est décorée de peintures murales « trompe l’œil » qui marquent la fin du XVIIIe siècle (elles ont sans doute été modifiées pendant l’époque révolutionnaire).

## Dimensions
L'église du couvent mesure environ 62 mètres de largeur sur une longueur de 22.50 mètres. Sa hauteur est d’approximativement 25 mètres au transept et de 20 mètres à la nef.